# Kangasjärvi (sjö i Kuopio, Norra Savolax)
Kangasjärvi är en sjö i kommunerna Kuopio och Suonenjoki i landskapet Norra Savolax i Finland. Sjön ligger 128,3 meter över havet. Den är 12 meter djup. Arean är 46 hektar och strandlinjen är 5,45 kilometer lång. Sjön  ingår i Kymmene älvs huvudavrinningsområde.   Den ligger omkring 26 kilometer sydväst om Kuopio och omkring 310 kilometer norr om Helsingfors. 